# AT2019dsg
AT2019dsg foi um evento de perturbação de marés brilhante de raios X descoberto pelo Zwicky Transient Facility em 9 de abril de 2019 (Relatório TNS No. 33340) no centro da galáxia 2MASX J20570298 + 1412165 (z = 0,0512), uma galáxia localizada a mais de 690 milhões de anos-luz de distância na constelação de Delphinus.
Foi classificado como um evento de perturbação de marés com base na coincidência espacial com o núcleo de sua galáxia hospedeira e em suas propriedades ópticas. Os raios X do produzidos no evento pareceram cair rapidamente, o que é uma característica incomum. Ele foi proposto como fonte do evento neutrino astrofísico IceCube-AT2019dsg.

## Observação
AT2019dsg foi relatado pela primeira vez pela pesquisa ZTF como ZTF19aapreis em 9 de abril de 2019, com 18,88 mag no filtro r. A equipe do Sistema de Alerta Último de Impacto Terrestre de Asteróide também identificou esse transiente como ATLAS19klx em 12 de maio de 2019, com 17,993 mag no filtro laranja-ATLAS.  Tanto o ZTF quanto o ATLAS forneceram uma classificação preliminar do AT2019DSG como uma possível supernova. O acompanhamento espectroscópico em 13 de maio de 2019, pela Pesquisa Espectroscópica Pública ESO estendida avançada para Objetos Transientes (ePESSTO+) mostrou que AT2019DSG é na verdade um evento de interrupção de maré, em vez de uma explosão de supernova.
A equipe ePESSTO+ também determinou o redshift de AT2019DSG como z = 0,0512 com base na galáxia hospedeira. AT2019DSG estava relativamente brilhante e em ascensão para o pico em 13 de maio, conforme mostrado pelas curvas de luz de pesquisa pública ZTF do agente de alerta ANTARES6 (Saha et al. 2014, 2016; Narayan et al. 2018). Ele atingiu seu brilho máximo de 18 mag (nas bandas ge R) em meados de maio. O modo de polarimetria do ALFOSC dividiu a fonte de luz em dois feixes polarizados ortogonalmente, ou seja, componentes ordinários e extraordinários, na mesma imagem separados por ~15. As observações foram conduzidas na banda V em quatro ângulos de placa de meia onda diferentes (0 °, 22,5 °, 45 ° e 67,5 °).  Dada a natureza brilhante do AT2019DSG relatado pelo ATLAS em 12 de maio de 2019, alguns minutos de tempo de integração por ângulo da placa de meia onda seriam capazes de fornecer precisão de polarização relativamente alta, permitindo aos pesquisadores detectar o sinal de polarização para estudar o processo de acreção do TDEs.